# Jan Grot z Nowego Miasta
Niektóre z zamieszczonych tu informacji wymagają weryfikacji.
Dokładniejsze informacje o tym, co należy poprawić, być może znajdują się w dyskusji tego artykułu.
 Po wyeliminowaniu niedoskonałości należy usunąć szablon [[Szablon:Dopracować|]] z tego artykułu.
Jan Grot z Nowego Miasta herbu Rawicz (zm. przed 1489) – wojewoda rawski od 1468, wojewoda płocki, starosta rawski w latach 1472–1474.
Był bratem Andrzeja Kretkowskiego kasztelana brzeskiego.